# 大久保拓也
大久保 拓也（おおくぼ たくや、1972年 - ）は、日本の法学者。日本大学法学部・大学院法学研究科教授、ミロク情報サービス税経システム研究所客員研究員。専攻は商事法・会社法。

## 略歴
- 1995年：大東文化大学法学部法律学科 卒業
- 2000年：日本大学大学院法学研究科 博士後期課程 単位取得満期退学
- 2000年4月 - 2003年3月：日本大学法学部 助手
- 2003年4月 - 2006年3月：日本大学法学部 専任講師
- 2006年4月 - 2007年3月：日本大学法学部 助教授
- 2007年4月 - 2013年3月：日本大学法学部 准教授
- 2013年4月 - 現在：日本大学法学部 教授
- 2016年4月 - 現在：日本大学大学院法学研究科 教授

このほか、ミロク情報サービス税経システム研究所客員研究員、公認会計士試験試験委員（企業法）、日本空法学会理事（2017年5月 - ）、日本登記法学会監事（2018年12月 - ）、第200回国会令和元年度会社法改正に関する参議院法務委員会参考人（2019年11月28日）、日本私法学会理事（2021年10月 - 2023年10月）など。